# Traversée de Lyon à la nage
La Traversée de Lyon à la nage est une course de nage en eau libre sur la Saône. Elle a lieu pour la première fois en 1907.

## La course
Inspirée par la Traversée de Paris à la nage (créée en 1905), la traversée de Lyon à la nage se court dans la Saône sur une distance de 4,5 km environ, depuis le pont de la gare (Vaise) jusqu'à Perrache,. Elle est ouverte aux professionnels.

## Palmarès
| Année | Vainqueur                                               | deuxième         | troisième     | quatrième          |
| ----- | ------------------------------------------------------- | ---------------- | ------------- | ------------------ |
| 1907  | Albert Bougoin (1 h 17 min sur 4,8 km, over arm stroke) | Paul Goosen      | Têtu          | Noth               |
| 1908  | Eugène Estrade (55 min 35 s)                            | Albert Chrétien  | Paul Goosen   | Théodore Peyrusson |
| 1909  | Armand Bonnet (1 h 05 min)                              | Georges Michel   | Vignaud       | Jean Domenget      |
| 1910  | Charles Hanouet (41 min 40 s sur 4 km)                  | Albert Chrétien  | Vignaud       | Bailly             |
| 1911  | Charles Hanouet (1 h 18 min)                            | Georges Michel   | Jean Domenget | Bailly             |
| 1912  | Vignaud (39 min)                                        | Meyer            | Bailly        | Jean Domenget      |
| 1919  | Vignaud (56 min)                                        | Vicard           | Guillerme     | Delphin            |
| 1923  | Armand Lanoix (1 h 13 min)                              | Robert Augagneur | Ferrer        | Brucker            |